# FS Logistica
FS Logistica era un'azienda partecipata al 100% da Ferrovie dello Stato Italiane, e si occupava di servizi di logistica ferroviaria per il sistema italiano delle merci.
Nel gennaio 2017 è stata fondata Mercitalia Logistics subholding operativa del Polo Mercitalia composto da: Mercitalia Logistics, Mercitalia Rail, Mercitalia Intermodal, Mercitalia Shunting & Terminal, TX Logistik e TERALP.

## Attività
FS Logistica svolgeva attività di logistica integrata (servizi di deposito, handling e gestione degli ordini dagli stabilimenti di produzione fino al mercato di consumo della grande distribuzione organizzata) e di progettazione e realizzazione di infrastrutture atte a tal fine.
Questa società si occupava inoltre di progetti su misura per gestione di flussi di prodotti industriali e soluzioni logistiche per la gestione del ciclo dei rifiuti.
Tra le sue finalità, c'era quella di creare, in partnership con operatori logistici nazionali e internazionali, un network di logistica specificatamente funzionale al trasporto ferroviario.

## Organizzazione
FS Logistica disponeva di infrastrutture logistiche su tutto il territorio italiano ed era presente sul mercato con le proprie Business Unit.
I settori di attività principali erano la petrolchimica, l'ambiente e il territorio (Business Unit "Industria Chimica e Ambiente"), la siderurgia (Business Unit "Siderurgia"), quello dei grandi clienti istituzionali (Business Unit "Omniaexpress") e la logistica distributiva di beni di largo consumo realizzata attraverso la società ItaliaLogistica, creata in joint-venture paritetica con il gruppo Poste Italiane S.p.A.